# 한국의 신문
한국의 신문은 1883년(고종 20년) 10월 31일에 창간된 순한문의 《한성순보(漢城旬報)》로부터 비롯되었다. 한국의 개화운동은 서구문물을 직접 받아들여 우리 것으로 소화한 것이 아니라, 중국, 특히 일본이 일단 수입하여 그들의 것으로 번역, 소화한 것을 다시 수입한 중역적(重譯的) 근대화의 유형으로 굳어졌다. 이러한 중역적 근대화 과정을 배경으로 하여 나타난 한국근대신문의 성격적 원형은 일본으로부터 들여온 '번역적 근대신문'이라고 말할 수 있다. 최초의 근대신문이라고 말할 수 있는 《한성순보(漢城旬報)》와 얼마 후 제호를 바꿔 발행한 《한성주보(漢城週報)》는 기획·발행·주재(主宰)의 추천으로부터 공원(工員)·기자의 알선에 이르기까지 일본인 후쿠자와(福澤論吉)의 영향을 받았다. 이러한 영향하에서 출발한 한국 근대신문의 조면(構造面), 다시 말해서 성격적 원형은 일본을 모델로 한 번역적 근대신문으로 정착화되었다.

## 발전 과정

### 전근대신문
한국에서는 조선 중엽에 이미 '조보(朝報)'와 '기별지(奇別紙)'를 조정에서 필사, 혹은 인쇄하여 각 기관에 돌리는 일종의 관보(官報)가 있었고 또 이 조보를 민간인이 맡아 발행하기까지 하였다. 그러나 당시의 정치적·사회적 사정은 이 조보가 본격적인 신문으로 자라날 수 있도록 해주지 못하여 일시적인 것으로 끝나고 19세기 말 개화기(開化期)에 이르러서야 근대적 신문이 등장하였다.

### 근대신문
《한성순보》는 한국 최초의 근대적 신문이라 할 수 있다. 《한성순보》는 국한문을 혼용하면서 주보(週報)로 발전하여 민간인 구독자까지 갖게 되었지만 관보(官報)의 성격을 벗어나지 못한 채 1888년 박문국(博文局)의 폐지와 더불어 사라졌다.
한국 근대신문의 효시는 1896년 4월 7일에 창간된 우리나라 최초의 민간지인 《독립신문》으로 보는 것이 타당하다. 그것은 순국문과 영문의 격일간(隔日刊)으로서 한국에서 최초로 광고를 다룬 신문이었고 또 최초로 외국인에게 국내여론을 알린 신문이었다. 또, 독립신문은 그보다 2년 뒤 창간된 《매일신문》 및 《황성신문》과 더불어 개화사상을 고취시키고 외세침투의 배격과 민족의 자주독립을 부르짖으면서 독립협회운동을 성원해 주었다.
경술국치로 총독부기관지를 제외한 이들 민간신문은 모두 소멸되고, 이때부터 1920년 《조선일보》·《동아일보》·《시사신문》의 3개지가 나타날 때까지는 한국 언론 암흑기 중의 암흑기로도 불린다. 특히 동아·조선 양대신문은 창간당시부터 1940년 8월 10일 일제의 탄압으로 강제 폐간당할 때까지 잇따른 정간·압수·언론인 투옥 등 온갖 시련을 참아가면서 민족의 대변기관으로 일제식민정책에 항거하였다.

## 대한민국의 신문
대한민국의 일간 신문은 크게 전국지와 지방지로 구분된다. 전국지는 대한민국 전역을 대상으로 발행되며, 지방 소식을 전달하기 위해 일부 지면을 할애한다. 반면 지방지는 특정 지역에 연고를 둔 신문으로, 전국적인 뉴스를 다루기도 하나 주로 해당 지역의 소식을 중심으로 보도한다.

## 조선민주주의인민공화국의 신문
조선노동당 기관지인 로동신문이 있으며, 나머지 민주조선, 청년전위, 평양신문 등이 있다. 원칙적으로 신문 지면수의 겉지 4면과 속지 2면 등의 6면 발행체제를 사용하고 있다. 가로쓰기 한글 전용이며, 토막뉴스나 상업 광고는 없는 것으로 알려졌다.

## 같이 보기
- 한국의 잡지